# Sonnenfinsternis vom 15. April 136 v. Chr.
Die Sonnenfinsternis vom 15. April 136 v. Chr. war eine totale Sonnenfinsternis, die im nördlichen Afrika und Asien sichtbar war.

## Beschreibung
Der Kernschattenbereich begann im heutigen Niger, überquerte Nordafrika in nordöstlicher Richtung, überstrich danach zunächst die Arabische Halbinsel, Irak mit der Stadt Babylon, den Iran, dann das Kaspische Meer, Kasachstan und Russland, und endete schließlich in der Tschuktschensee, unweit der Wrangelinsel.

## Wissenschaftliche Bedeutung
Die Sonnenfinsternis verdunkelte auch die Stadt Babylon und ist von einem babylonischen Astrologen gut dokumentiert worden. Die in Babylon gefundene Keilschrifttafel befindet sich im Besitz des Britischen Museums.
Marcus Chown gibt den Inhalt der Tafel wie folgt wieder: 24 Grad nach Sonnenaufgang – eine Sonnenfinsternis. Als sie auf der Südwestseite einsetzte, waren Venus und Merkur sowie die normalen Sterne sichtbar. Jupiter und Mars, die zu der Zeit am Nachthimmel fehlten, konnten nun gesehen werden. Die Sonne warf den Schatten von Südwest nach Nordost.
Die beschriebene Sichtbarkeit der Planeten und Sterne lässt darauf schließen, dass die Sonnenfinsternis über Babylon tatsächlich total war. Daher ist sie für die astronomische Chronologie von Bedeutung, um den Effekt der sich verlangsamenden Erdrotation bestimmen zu können, das heißt die Zeitdifferenz Delta T zwischen terrestrischer Zeit und der Universal Time, die sich demnach auf ca. 3¼ Stunden gegenüber damals beläuft. Berechnungen ohne Berücksichtigung dieses Effekts ergäben einen Schattenverlauf ca. 50 Längengrade weiter westlich.